# Steinkisten von Howick

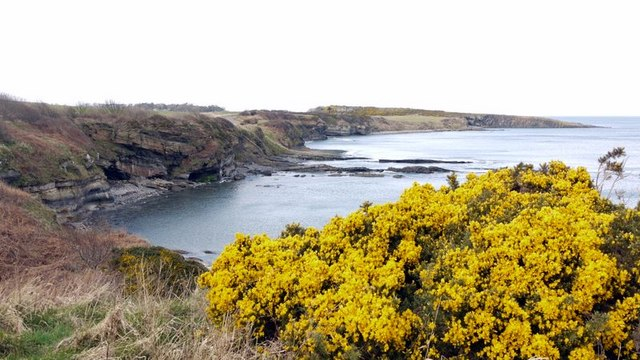
Das Gräberfeld liegt oberhalb der in die Bucht ragenden Felsnadeln

Die bronzezeitlichen Steinkisten von Howick an der Nordsee wurden nordöstlich des mittelsteinzeitlichen Fundplatzes von Howick in Northumberland in England freigelegt. 
Das Gräberfeld besteht aus fünf Steinkisten, von denen eine Knochenfragmente enthielt. Zerscherbte Gefäße wurden in Kiste 5 gefunden, die aber von einer späteren Verbrennungsgrube gestört war. Allerdings bestand eine merkwürdige Assoziation in der Platzierung von Axtkörpern aus Kalkstein und gelbem Ocker auf oder neben den Decksteinen einiger Steinkisten. Dies ist interessant, weil sich Kalksteinfelsen am Strand, direkt unterhalb der Fundstelle, befinden. 
Vier der fünf Kisten waren so klein, dass sie nur für Säuglinge gedacht sein können. Die erhaltenen Knochenfragmente von Kiste 2 enthielten daher auch Stücke eines kleinen Schädels. Das Knochenfragment in Kiste 2 überdauerte, weil diese Kiste aus Basaltplatten errichtet war, im Gegensatz zu den sauren Sandsteinplatten der meisten anderen Kisten. Kiste 5, in der sich keine Knochen erhalten hatten, war etwa zwei Meter lang und hatte Erwachsenengröße.
Ein weiteres bronzezeitliches Steinkistenfeld wurde während des 19. Jahrhunderts auf der gegenüberliegenden Landzunge im Süden des Howick burn entdeckt. Eine dieser Kisten hatte Felsritzungen auf der Unterseite des Decksteins. Eine fragmentarische Gefäßkeramik wurde ebenfalls gefunden. 